# Lanúvio
Lanúvio (em italiano: Lanuvio; em latim: Lanuvium) é uma comuna italiana da região do Lácio, província de Roma, com cerca de 9.692 habitantes. Estende-se por uma área de 43 km², tendo uma densidade populacional de 225 hab/km². Faz fronteira com Aprília (LT), Arícia, Genzano di Roma, Velletri.

## Demografia
| Variação demográfica do município entre 1861 e 2011                               |
|                                                                                   |
| Fonte: Istituto Nazionale di Statistica (ISTAT) - Elaboração gráfica da Wikipedia |